# Argia extranea
Argia extranea là một loài chuồn chuồn kim trong họ Coenagrionidae.
Argia extranea is in 1861 voor het eerst wetenschappelijk beschreven door Hagen.